# List (film 1929)
List (ang. The Letter ) – amerykański film z 1929 roku w reżyserii Jeana de Limura, zrealizowany w erze Pre-Code.

## Główne role
- Jeanne Eagels jako Leslie Crosbie
- Reginald Owen jako Robert Crosbie
- Herbert Marshall jako Geoffrey Hammond
- Irene Browne jako pani Joyce
- O.P. Heggie jako pan Joyce
- Lady Tsen Mei jako Li-Ti
- Tamaki Yoshiwara jako Ong Chi Seng

## Nagrody i nominacje
| Nazwa nagrody | Wygrane            | Nominacje                                            |
| ------------- | ------------------ | ---------------------------------------------------- |
| Oscar         | 1930 bez rezultatu | 1930 Najlepsza aktorka pierwszoplanowa Jeanne Eagels |